# Arundinella grandiflora
Arundinella grandiflora är en gräsart som beskrevs av Eduard Hackel. Arundinella grandiflora ingår i släktet Arundinella och familjen gräs. Inga underarter finns listade i Catalogue of Life.